# Siwani
Siwani es un municipio situado en el distrito de Bhiwani, en el estado de Haryana, India. Según el censo de 2011, tiene una población de 19 143 habitantes.